# Dobrotești, Teleorman
Dobrotești là một xã thuộc hạt Teleorman, România. Dân số thời điểm năm 2002 là 5251 người.